# Замостье (Черновицкая область)
Замо́стье (укр. Замостя) — село в Вашковецкой городской общине Вижницкого района Черновицкой области Украины.
Население по переписи 2001 года составляло 2106 человек. Почтовый индекс — 59214. Телефонный код — 3730. Код КОАТУУ — 7320582001.